# Mentuotepe I
Mentuotepe I (Mentuhotep) é considerado um nomarca de Tebas e governante independente do Alto Egito durante o início do Primeiro Período Intermediário. Posteriormente foi, provavelmente, considerado o fundador da XI dinastia egípcia, que passou à proeminência sob Intefe II e Mentuotepe II.